# Бачинский, Леонид Васильевич
Леонид Васильевич Бачинский (укр. Леонід Васильович Бачинський; 28 февраля 1896, Екатеринослав, Российская империя — 25 июня 1989, Денвер, США) — украинский писатель, общественный деятель, педагог. Действительный член Научного общества им. Т. Шевченко.

## Биография
Окончил естественный факультет Киевского университета. В чине сотника воевал в рядах Армии УНР. После поражения УНР был преподавателем зоологии Каменец-Подольского университета, затем находился в лагере для интернированных лиц в Тарнове, после оказался на Закарпатье. 
Сначала работал в торговой школе в Виноградово (тогда Севлюше), а с 1924 — в Ужгородской торговой академии, затем в гимназии, как преподаватель естествознания.
В 1924 году основал и до 1929 руководил в Ужгороде пластовым издательством «Ватра».
В 1929 вынужден был уехать в Галицию, основал курень им. А. Тисовского, активно работал с молодежью. 
В 1939 переехал в г. Ярослав, основал музей им. князя Ярослава, работал директором торговой школы. 
В годы Второй мировой войны был директором украинской гимназии в лагере для интернированных (Гайденау, Гамбург—Германия). 
В 1950 эмигрировал в США. В 1952 в Кливленде основал первый пластовый музей, начал издавать серию пластовых изданий. 
Был отмечен высокими пластовыми наградами: орденом св. Юрия, Серебряным Крестом Карпатской Сечи. 
Умер 25 июня 1989 г. в г. Денвере (США).

## Творчество
Автор книг:
- Перші кроки (1949),
- Українська преса в Клівленді (1957),
- Шевченкіана в США і Канаді в роках 1960 і 1962 (1962),
- Покажчик видань Шевченкових творів та праць різних авторів про життя та творчість Т. Г. Шевченка (1964).